# Фаустов, Василий Алексеевич
Фаустов Василий Алексеевич (11 ноября 1930 — 18 мая 2018, Москва) — советский промышленный и государственный деятель.
Генеральный директор завода «КАМАЗ» с 1981 по 1987 годы.

## Биография
Родился 11 января 1930 в селе Гнилуша Задонского района Липецкой области
Окончил механический факультет Новочеркасского политехнического института по специальности «инженер-механик».
В период его работы с 1981 по 1987 год освоение мощностей Камского автозавода было доведено до самой высокой отметки. Выпуск грузовиков был увеличен с 85 до 128 тысяч в год. Среди заводчан Фаустов В. А. почитается как образец руководителя высокой технической квалификации.
В 1987—1990 годах — первый заместитель председателя Государственного комитета СССР по материально-техническому снабжению.
Депутат Верховного Совета СССР 11 созыва.

## Награды и звания
Был награждён орденами Ленина, «Знак Почёта», Трудового Красного знамени, медалью «За доблестный труд».